# Ole Olsen (Sportschütze)
Ole Olsen (* 7. Juni 1869 in Lynge; † 7. September 1944 in Kopenhagen) war ein dänischer Sportschütze.

## Erfolge
Ole Olsen nahm an den Olympischen Spielen 1908 in London und 1912 in Stockholm teil. Im Dreistellungskampf mit dem Freien Gewehr verpasste er 1908 mit der Mannschaft als Vierter knapp einen Medaillengewinn, mit dem Armeegewehr über sechs Distanzen wurde er mit der Mannschaft Achter. Vier Jahre darauf sicherte er sich im Dreistellungskampf mit dem Freien Gewehr gemeinsam mit Laurits Larsen, Niels Larsen, Lars Jørgen Madsen, Niels Andersen und Jens Hajslund Bronze im Mannschaftswettbewerb, während er in der Einzelkonkurrenz den zwölften Platz belegte.